# Église Saint-Ouen de Courtonne-la-Meurdrac
Pour les articles homonymes, voir Église Saint-Ouen.
L'église Saint-Ouen est une église catholique située à Courtonne-la-Meurdrac, dans le département du Calvados, en France. Elle est inscrite au titre des Monuments historiques depuis 1926.

## Localisation
L'église est située dans le département français, dans le bourg de Courtonne-la-Meurdrac à proximité des ruines du château.

## Historique
L'église est bâtie au XIIe siècle et a connu des travaux au XVIe siècle. Les études récentes évoquent une construction de la nef au XIe siècle. La paroisse est connue par des documents du milieu du XIIIe siècle. De nouvelles fenêtres sont créées au XIIIe siècle et la charpente est refaite alors.
Le patronage alternait entre la famille de Gouvix et l'évêque de Lisieux.
La porte romane initiale présente dans le mur méridional a peut-être été comblée au moment de la construction du porche. Elle présente encore un joint rubané et l'espace a été occupé par une fenêtre gothique. Les fenêtres étaient initialement des lancettes dont certaines subsistent, fournissant un faible éclairage à l'édifice.
Les ouvertures dont les fenêtres et le portail ouest sont agrandies au cours du XVe siècle. Des fenêtres à meneau sont installées. Le porche date de la fin de ce même siècle ou est ajouté au début du XVIe siècle.

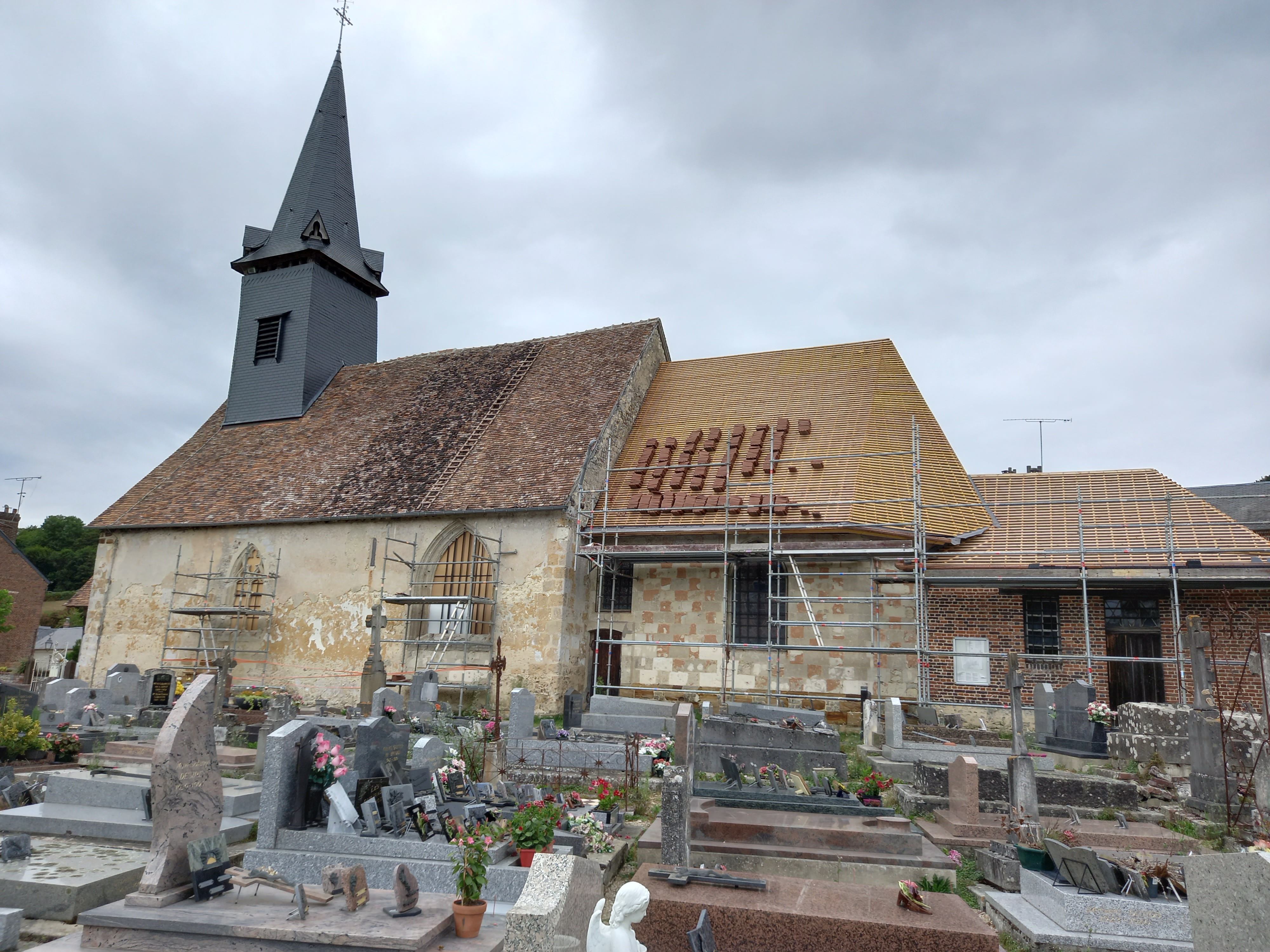
Façade orientale en travaux, été 2022.

Le chœur est refait au XVIe siècle ainsi que l'arc triomphal ainsi que la charpente de la nef.
Le mobilier est remplacé dans la seconde moitié du XVIIe siècle.
La sacristie en briques est ajoutée après 1825. L'édifice est pourvu d'un décor peint au XIXe siècle. Le chœur est pourvu d'une couverture d'ardoises et de zinc.
L'édifice est inscrit au titre des Monuments historiques depuis le 19 juillet 1926.
Le porche est restauré au XXe siècle. La foudre touche la flèche de l'église durant l'été 2009, le 24 août précisément. Elle est restaurée aussitôt, en 2009-2010. Les peintures du retable sont restaurées en 2012.
Un diagnostic est réalisé en 2018 afin de définir des tranches de travaux selon l'urgence.

## Description

### Architecture

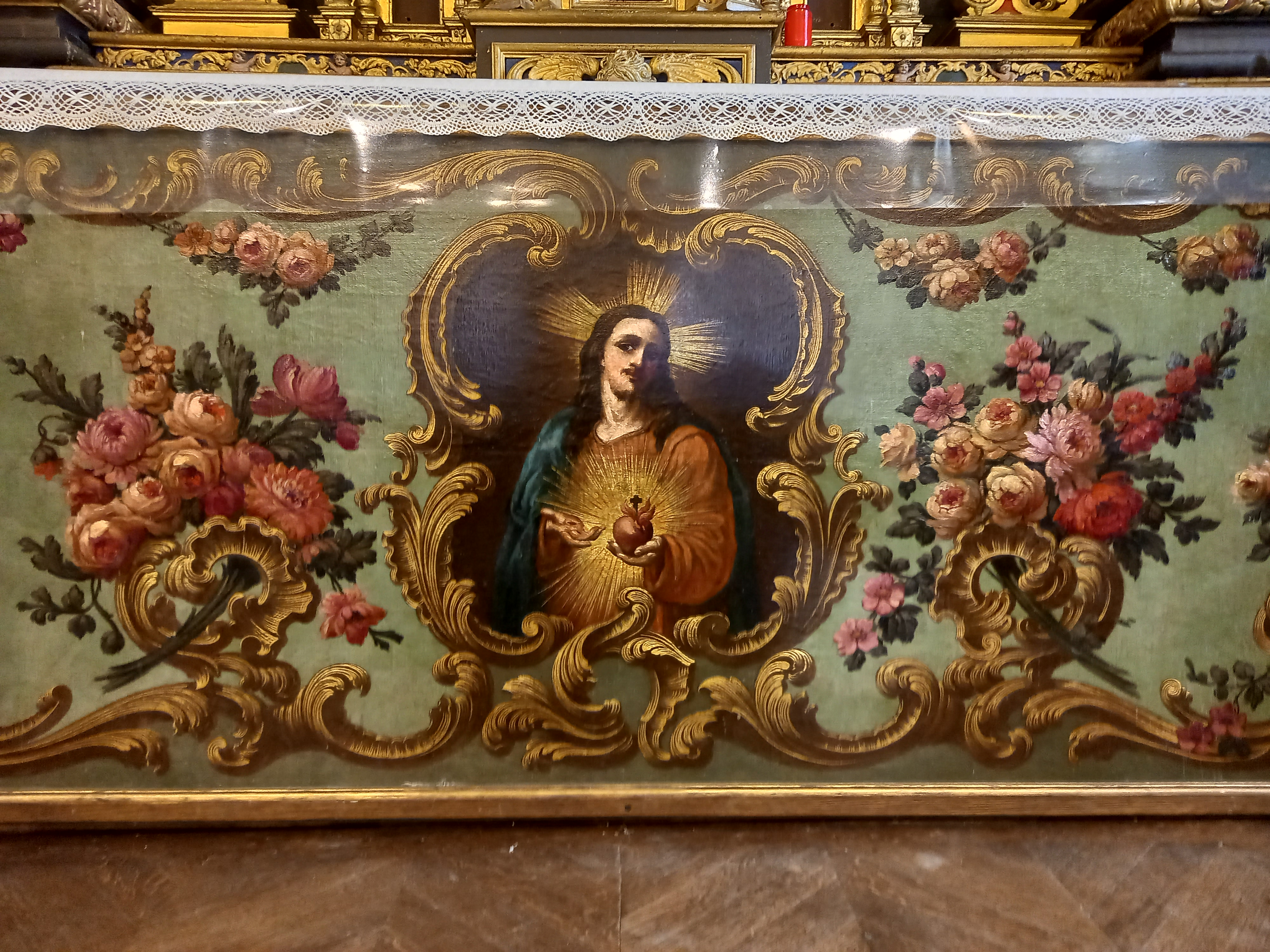
Antepedium du retable latéral gauche.

L'église est en pierres, moellons et bois et est bâti en style roman pour ses parties les plus anciennes.
Le mur comporte des éléments en opus spicatum.
La nef est plus large que le chœur. La nef mesure plus de 10 m de large pour 17 m de long. Le choeur mesure 7 m sur 6,70 m. L'église ne possède pas de contreforts.
L'édifice comporte une charpente peinte du XVIe siècle de rinceaux et de rosaces de couleurs vives. L'édifice comporte des sablières sculptées. Le décor peint est « à rapprocher » des églises de La Houblonnière et de celle de L'Hôtellerie.
La charpente était initialement à chevrons et remplacée par une structure à pannes.
Le clocher est situé sur la première travée ; le beffroi en était autrefois couvert d'essentes mais pourvu d'ardoises depuis le XIXe siècle. La toiture de la nef est en tuiles plates.
Le décor peint au XIXe siècle comporte du faux appareil.
Le mur sud du chœur comporte des graffitis dont des rouelles, cadrans solaires et croix.

### Mobilier

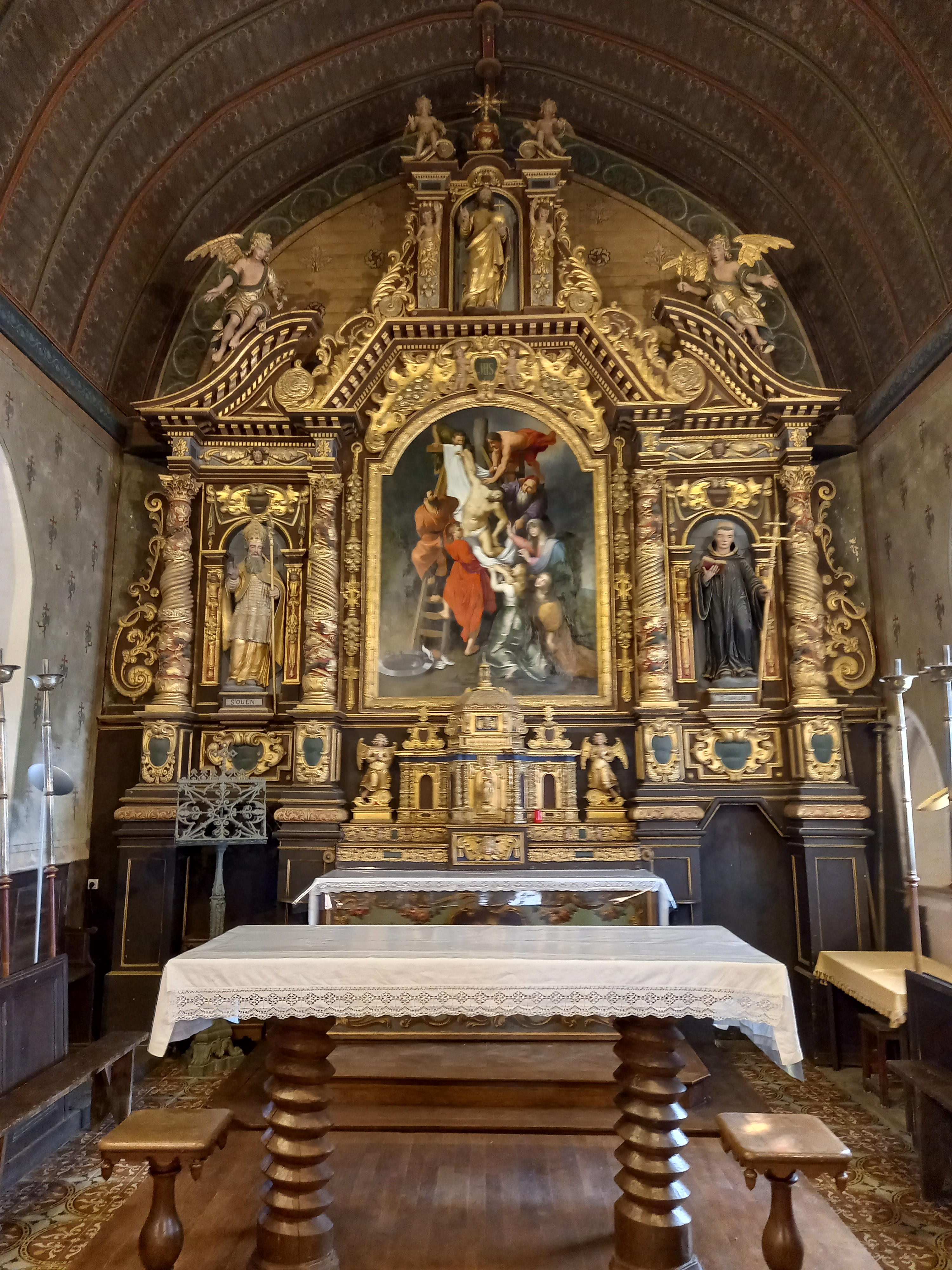
Retable avec la Descente de croix d'après Rubens.

L'édifice conserve un retable du XVIIe siècle de bois peint et de style baroque. Quatre colonnes torses sont présentes et une statue du Christ est présente dans un édicule situé à son sommet. La partie centrale abrite une copie d'après Descente de croix de Rubens conservée au musée royal des Beaux-Arts d'Anvers, et deux statues de saint Maur et saint Ouen.
Deux retables latéraux sont présents. Les autels sont datés de 1647 à 1666. 1666 est peut-être l'année d'achèvement du chantier. Les retables ont été réalisés par deux artistes de Rouen, Pierre et Louis Baudard.
Un arc triomphal ouvre le chœur, daté du début du XVIe siècle.
La porte sous le porche est de style Renaissance. Le porche conserve les initiales de son auteur et une représentation de hache.
L'église conserve des fonts baptismaux de calcaire et datés du XVIIIe siècle.
Une croix de procession en bois et argent du XVIIe siècle est conservée dans la sacristie ; la croix comporte une représentation du Christ et une Vierge à l'enfant.
L'édifice possède une chaire destinée au prêche datée du XIXe siècle.
Le porche, les fonts baptismaux, la croix et la chaire sont inscrits au titre d'objet depuis le 20 février 1976,,,.

### Vitraux
Des vitraux ont été ajoutés au XIXe siècle financés par des donateurs et la paroisse.
Une Sainte-Famille de 1895 est présente.